# Panketal
Panketal è un comune di 20 916 abitanti del Brandeburgo, in Germania.

Appartiene al circondario (Landkreis) del Barnim (targa BAR).

## Storia
Il comune di Panketal fu creato il 26 ottobre 2003 dall'unione dei comuni di Schwanebeck e Zepernick, che ne divennero frazioni. Prende il nome dal fiume Panke (Panketal, in lingua tedesca, significa letteralmente "valle della Panke").

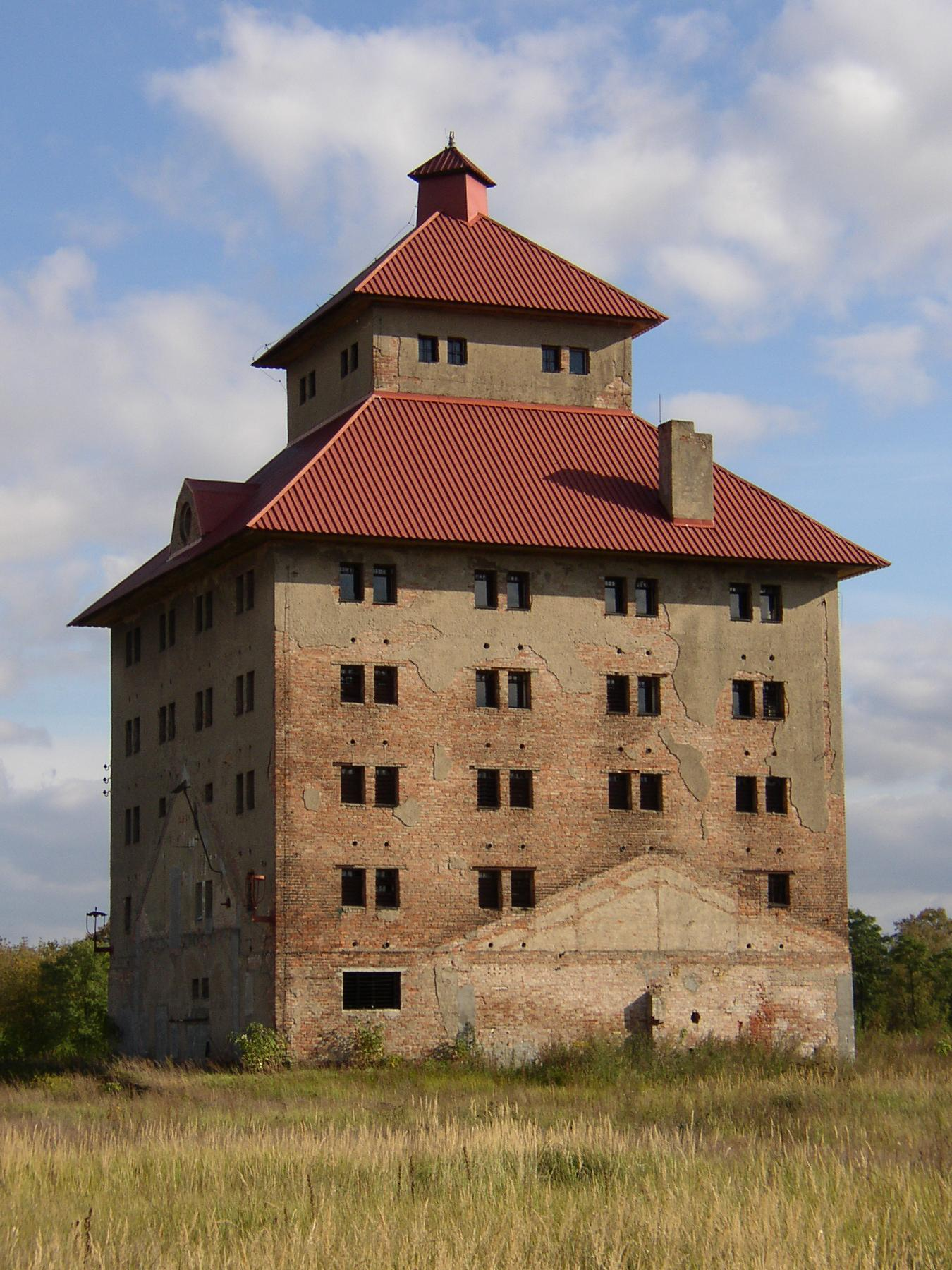
Hobrechtsfelde

## Geografia antropica

### Suddivisioni amministrative
Il territorio comunale è suddiviso nelle due frazioni (Ortsteil) di Schwanebeck (con le località Neu-Buch e Schwanebeck-West) e Zepernick (con le località Hobrechtsfelde e Röntgental).

## Società

### Evoluzione demografica
- Sviluppo della popolazione dal 1875 entro gli attuali confini (Linea Blu: Popolazione; Linea puntata: Confronto dello sviluppo della popolazione dello stato del Brandenburgo; Sfondo grigio: Ai tempi del governo nazista; Sfondo rosso: Al tempo del governo comunista)
- Sviluppo recente della popolazione (Linea blu) e previsioni

| Anno | Abitanti |
| ---- | -------- |
| 1875 | 737      |
| 1890 | 834      |
| 1910 | 1 911    |
| 1925 | 4 165    |
| 1933 | 8 760    |
| 1939 | 11 538   |
| 1946 | 12 545   |
| 1950 | 12 423   |
| 1964 | 11 905   |
| 1971 | 11 832   |
| 1981 | 11 286   |

| Anno | Abitanti |
| ---- | -------- |
| 1985 | 10 972   |
| 1989 | 10 450   |
| 1990 | 10 271   |
| 1991 | 10 283   |
| 1992 | 10 258   |
| 1993 | 10 427   |
| 1994 | 10 713   |
| 1995 | 11 066   |
| 1996 | 11 532   |
| 1997 | 12 683   |

| Anno | Abitanti |
| ---- | -------- |
| 1998 | 13 999   |
| 1999 | 15 303   |
| 2000 | 16 064   |
| 2001 | 16 822   |
| 2002 | 17 219   |
| 2003 | 17 625   |
| 2004 | 18 305   |
| 2005 | 18 623   |
| 2006 | 19 022   |
| 2007 | 19 172   |

| Anno | Abitanti |
| ---- | -------- |
| 2008 | 19 167   |
| 2009 | 19 179   |
| 2010 | 19 132   |
| 2011 | 19 032   |
| 2012 | 19 249   |
| 2013 | 19 426   |
| 2014 | 19 721   |
| 2015 | 20 131   |
| 2016 | 20 353   |
| 2017 | 20 390   |

| Anno | Abitanti |
| ---- | -------- |
| 2018 | 20 519   |
| 2019 | 20 596   |
| 2020 | 20 661   |

Fonti dei dati sono nel dettaglio nelle Wikimedia Commons..